# Тарасенко, Николай Фёдорович
Николай Федорович Тарасенко (25 октября 1919, Симферополь — 26 июля 2017, Севастополь) — русский советский писатель (поэт, прозаик). Член Союза писателей СССР с 1960 года. Заслуженный деятель искусств Автономной Республики Крым.

## Биография
Николай Тарасенко родился в семье рабочего. В 1937 году окончил медицинский рабфак в Алуште и поступил в Крымский педагогический институт. В 1940 году перешел в Военно-морское училище береговой обороны имени ЛКСМУ в Севастополе. Участвовал в Великой Отечественной войне.
В ноябре 1941 года попал в плен, бежал. В составе 237-го запасного СП 5-й ударной армии дошёл до Берлина. В рядах армии находился до 1946 года. Награждён боевыми медалями и орденом Отечественной войны II степени в 1985 году.
С 1946 года работал художником-ретушёром в различных воинских частях и учреждениях, в газете, в издательстве.
Член Союза писателей СССР с 1960 года.
С 1989 года проживал в Севастополе, где и скончался 26 июля 2017 года. Похоронен на кладбище на Мекензиевых горах.

## Творчество
Начал писать и печатать стихи, учась в педагогическом институте. В годы войны печатался во фронтовой прессе.
Первый поэтический сборник увидел свет в 1958 году.
В сборнике «За чертой Парфенона» (1992) представлены прозаические фантастические произведения автора.

### Отдельные издания[4]
- Сборники стихов:
  - «Призвание» (1958),
  - «Сердцем и памятью» (1960),
  - «Скорость» (1964),
  - «Синее солнце» (1965),
  - «Синь-море» (1967),
  - «Свечение» (1969),
  - «Светотень» (1973),
  - «Скифское эхо» (1974),
  - «Серцебиение» (1975),
  - «Солнцеворот» (1977),
  - «Однажды надобно влюбиться» (1979).
- Поэмы:
  - «С аттестатом зрелости» (1959).
- Романы:
  - 1964 – А в чем оно, счастье? / В соавт. с Е. М. Аксеновой под общим псевдонимом «Н. Ф. Тараксен»
  - 1996 – Гикия, дочь Архонта
  - 1997 – Месть эллинки
  - 1999 – Капризы Фатума
  - 2013 – Невынутый осколок
- Повести и рассказы:
  - «Прокамия» (1969).
- Научно-популярные издания
  - 1976 – Дом Грина: Очерк-путеводитель по музею А. С. Грина в Феодосии и филиалу музея в Старом Крыму
  - 1978 – Феодосия
  - 2006 – Острова исчезающей цивилизации
  - 2008 – Александр Грин в Крыму. Последний лучник